# Calera Chica
Calera Chica är en ort i Mexiko.   Den ligger i kommunen Jiutepec och delstaten Morelos, i den sydöstra delen av landet, 60 km söder om huvudstaden Mexico City. Calera Chica ligger 1 316 meter över havet och antalet invånare är 5 392.
Terrängen runt Calera Chica är huvudsakligen kuperad, men åt sydväst är den platt. Runt Calera Chica är det mycket tätbefolkat, med 3 134 invånare per kvadratkilometer. Närmaste större samhälle är Cuernavaca, 9,1 km nordväst om Calera Chica. Omgivningarna runt Calera Chica är en mosaik av jordbruksmark och naturlig växtlighet.